# Дош (журнал)
«Дош» (с чеч. — «Слово») — российский и кавказский независимый общественно-политический журнал. Информационная политика заключается в освещении событий на Северном Кавказе с фокусом на проблему нарушения прав человека. Журнал также публикует материалы, посвящённые культуре и истории Северного Кавказа, социально-экономическому положению в регионе.
Основан в 2003 году. Главный редактор с момента основания — Исрапил Шовхалов, сооснователь и соредактор — Абдулла Дудуев.

## Деятельность журнала
Корреспонденты журнала работают в Дагестане, Ингушетии, Кабардино-Балкарии, Карачаево-Черкесии, Северной Осетии, Чечне. Журнал распространяется в России, Азербайджане, Армении, Грузии, Литве, Австрии, Бельгии, Великобритании, Германии, Норвегии, Франции, Чехии — в странах, где есть большая чеченская диаспора.
По словам сотрудников журнала, все независимые печатные издания воспринимаются властью негативно. Поэтому сотрудники сталкиваются с различными проблемами, подвергаются слежке. Были случаи, когда некоторые номера журнала запрещались к распространению из-за их содержания. В 2004 и 2008 годах из-за публикации интервью с бывшим президентом Ингушетии Русланом Аушевым журнал запрещался в Ингушетии.

## Смерть Тимура Куашева
1 августа 2014 года собственный корреспондент журнала «Дош» в Кабардино-Балкарии и общественный деятель Тимур Куашев был найден мёртвым в лесу близ пригорода Нальчика. На его теле был обнаружен след от инъекции. Руководитель Кабардино-Балкарского правозащитного центра высказал мнение, что смерть Куашева связана с его профессиональной деятельностью.
27 января 2021 года было опубликовано расследование Bellingcat и The Insider при участии Der Spiegel, в котором говорится, что группа сотрудников Второй службы ФСБ, участвовавшая в отравлении Алексея Навального, причастна к убийству Куашева, а также общественного деятеля Руслана Магомедрагимова 24 марта 2015 года в городе Каспийск в Дагестане и лидера движения «Новая Россия» Никиты Исаева 16 ноября 2019 года в поезде Тамбов-Москва.

## Награды
В 2009 году международная правозащитная организация «Репортёры без границ» присудила журналу премию за вклад в защиту свободы прессы (Press Freedom Prize). В 2006 году лауреатом этой премии становилась российская «Новая газета».
В 2010 году во время Стамбульской книжной ярмарки Международной ассоциации издателей журнал был удостоен международной премии «За свободу печати». Из российских журналистов эта премия прежде присуждалась только Анне Политковской (посмертно).
В 2012 году издание получило премию имени Герда Буцериуса «Свободная пресса Восточной Европы».